# Måsnarenleden

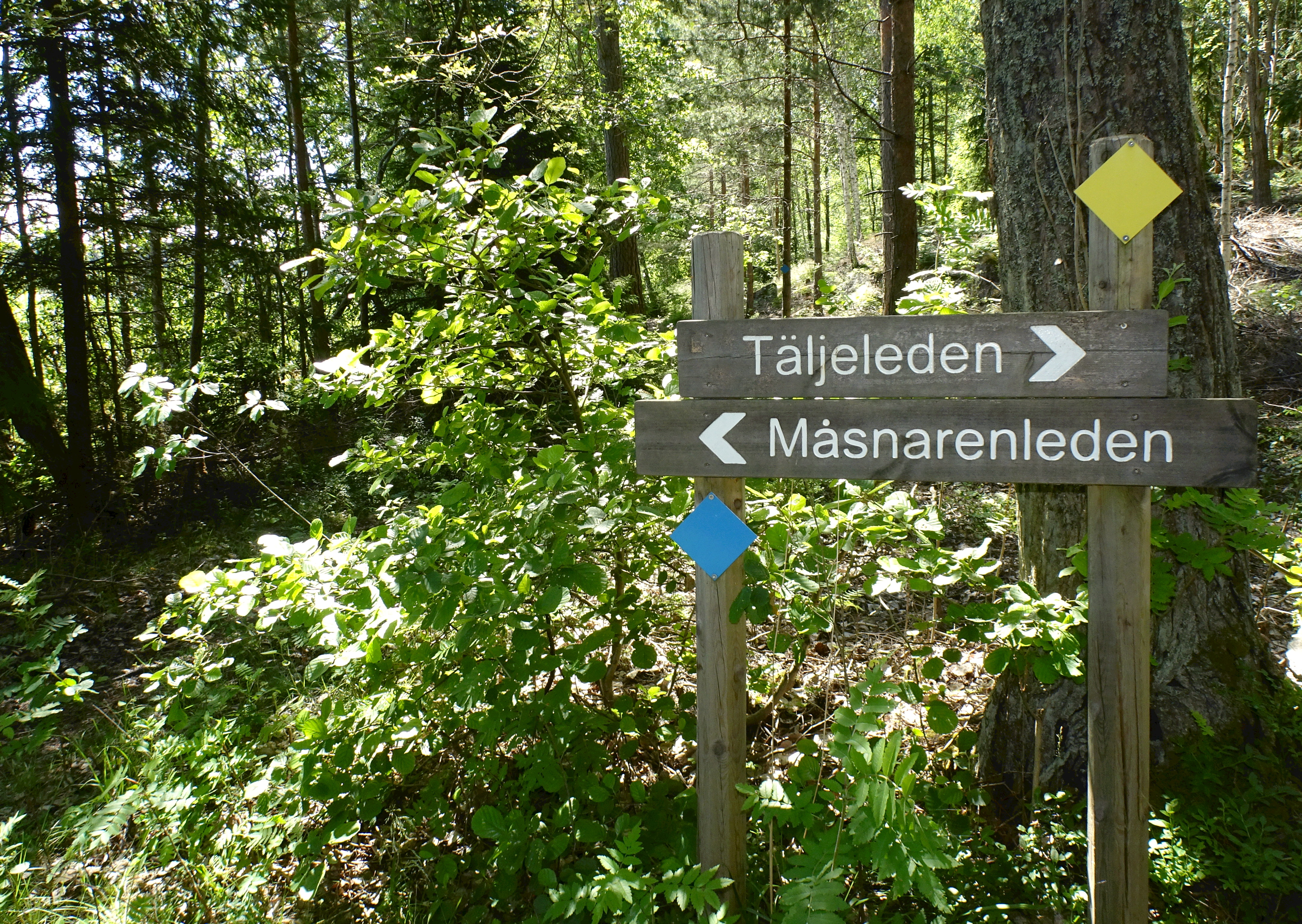
Skyltning, blå för Månarenleden.

Måsnarenleden är en 15 kilometer lång vandringsled runt sjön Måsnaren som går huvudsakligen i Södertälje kommun, en kort sträcka ligger inom Nykvarns kommun. Längs leden finns 14 etapper där vandraren kan uppleva sjöstränder, skogar, naturbildningar och se kulturhistoriska lämningar efter mänsklig verksamhet från forntiden till idag. Korta avsnitt av Måsnareleden är gemensamma med Sörmlandsleden och Täljeleden. Leden är markerad med blå plåtskyltar.

## Beskrivning

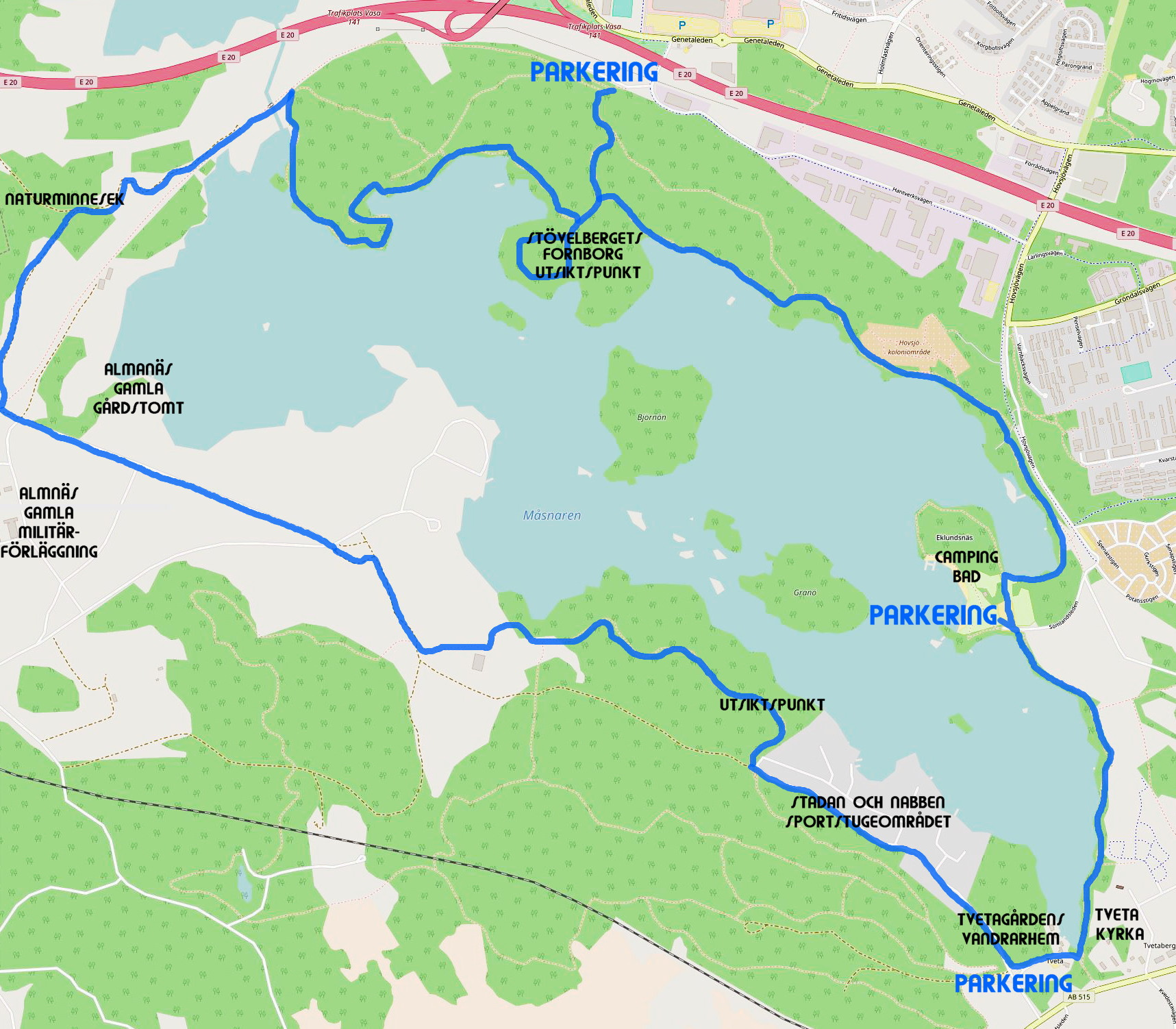
Nutida karta med Måsnarenleden.

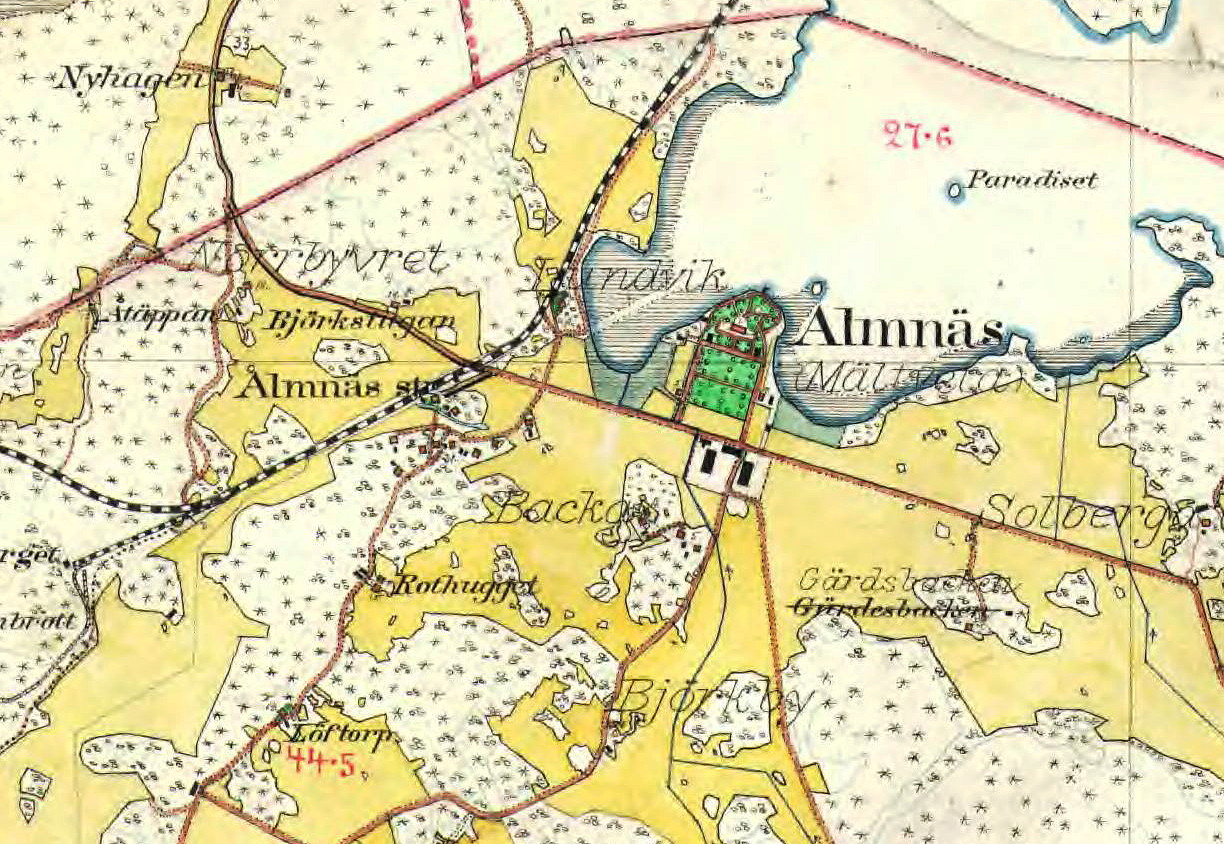
Almnäs gård omkring 1900.

Det finns flera bilparkeringsplatser längs med leden, exempelvis vid Tveta kyrka eller Tvetagårdens vandrarhem. Startar man sin vandring vid vandrarhemmet och går rundan moturs passerar man snart Åleström som är Måsnarens utlopp till sjön Lanaren. Strax norr därom märks anrika Tvetabergs säteri med sin långa allé. I januari 1986 brandskadades huvudbyggnaden svårt men återuppfördes i 1700-talsstil. Intill ligger Tveta kyrka med rötter tillbaka till 1200-talet. Kyrkan och säteriet bildade centrum för Tveta socken.
Vandringen går nu norrut till Eklundsnäs camping med badstrand, servering och minigolf. Leden följer sedan Måsnarens norra strand och når halvön Stövelberget med Stövelbergets fornborg som har en utbredning på 240×190 meter och begränsas i nord och sydväst av ett brant stup ner till sjön. Man vet inte exakt när fornborgen byggdes eller hur den användes, men många fornborgar anlades under folkvandringstid omkring 400 e.Kr. Från dess högsta punkt har man en vidsträckt överblick över Måsnarens nordvästra del.
Man kan fortsätta längs med strandkanten eller följa Täljeleden för att nå ledens och sjöns nordligaste del. Går man längs stranden syns på slänten i högt gräs resterna efter båtsmanstorpet Kalaset som har brunnit ner och bara skorstensstocken och uthuset återstår. Kalaset låg under gården Vasa och var ett av fyra båtsmanstorp i Tveta socken. Vid sjöns nordligaste del följer Måsnarenleden ett stycke på banvallen av den numera nedlagda Norra Södermanlands Järnväg. 
Här går smalt sund under motorvägen E20 till Lilla Måsnaren. 
På sydvästra sidan om Måsnaren sträcker sig leden genom Almnäs gårds gamla ägor. Gården var kring 1600-talets mitt en del av Mältveta säteri. År 1875 bildades Almnäs gård och år 1897 friköptes den. Vid Almnäs fanns även en stor mjölkproduktion som existerade från sent 1890-tal till sent 1920-tal samt ett stenbrott för finkornig granit som gick på export till Tyskland. 
Omkring 1970 revs gården när Svea ingenjörkår (Ing 1) flyttade från  Frösunda i Solna kommun till Almnäs (se Almnäs garnison). Anläggningen i Almnäs skulle militärt säkra förbindelserna över Södertäljeviken, Södertälje kanal, Brandalsund och Mörkö. Man anlade vägar och uppförde ny bebyggelse med bland annat kanslihus, verkstäder, skjutbana och förläggningar. För att underlätta resandet fick SJ åter öppna den gamla järnvägsstationen Almnäs. 1997 lades verksamheten ner, men bebyggelsen finns kvar.
Här går Måsnarenleden på en cirka 1 200 meter lång rak vägsträcka som en gång i tiden var allén som ledde till Almnäs gård. Man kan se rester efter gårdens tomt med fruktträd på Almnäs udd men den ursprungligen tämligen omfattande bebyggelsen med corps-de-logi, flyglar, ekonomibyggnader och uthus är helt borta. Leden fortsätter på den tidigare allén mot sydost och går genom ett typiskt södermanländskt kulturlandskap med forntida gravhögar (RAÄ-nummer Tveta 10:1).
Sista biten av Måsnarenleden tangerar sommarstugeområdet Stadan och Nabben vars bebyggelse är övervägande från 1900-talets första hälft och till 1960-talet. Marken ägs av Södertälje kommun och arrenderas ut. Husens arkitektur präglas av en småskalig enkelhet med flacka sadeltak, ofta med korrugerad plåt och med fasader, främst av liggande panel eller eternitplattor. Området har steg för steg omvandlats från fritidsområde till permanentboende.

## Bilder, byggnader

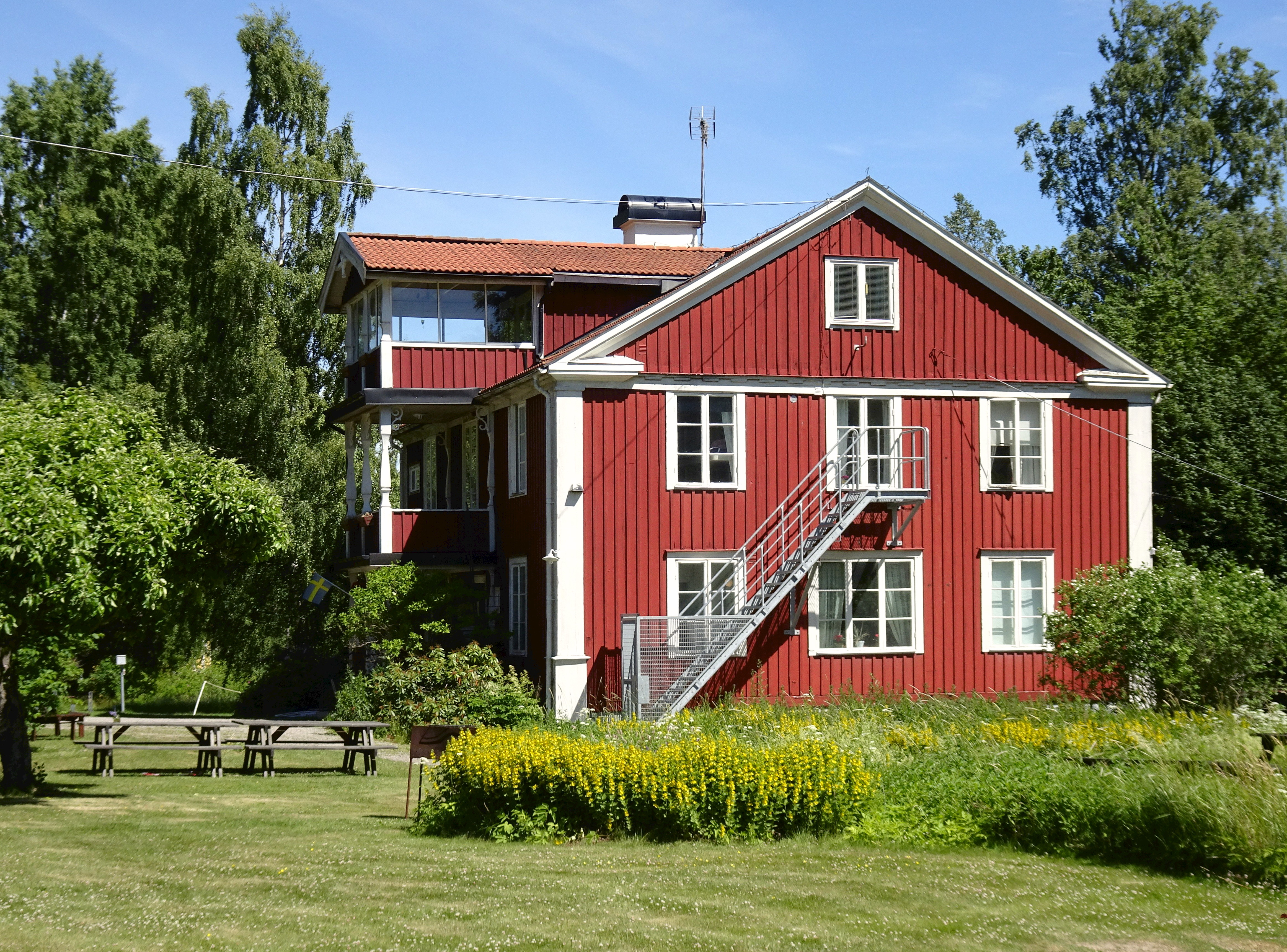
Tvetagårdens vandrarhem
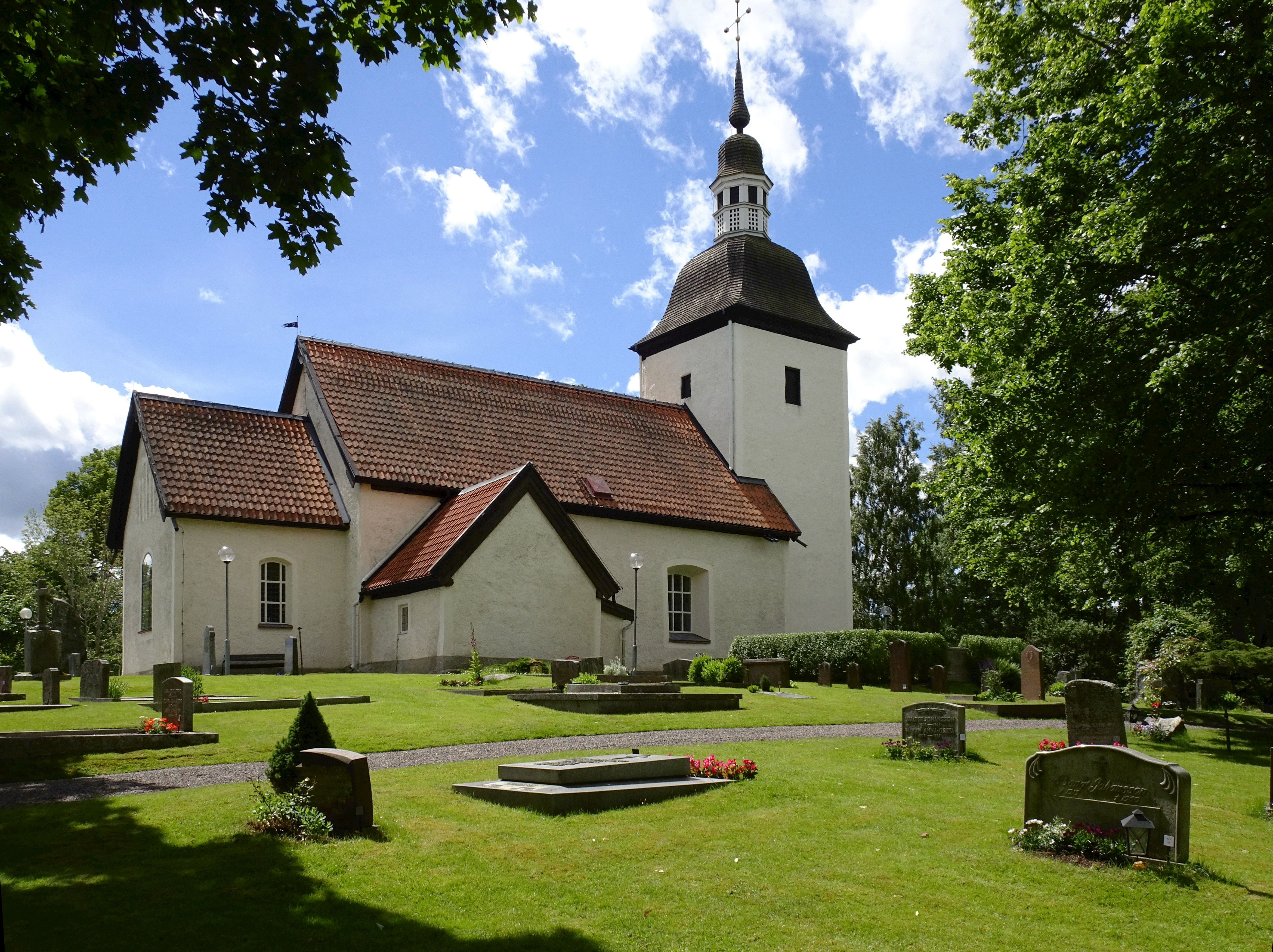
Tveta kyrka
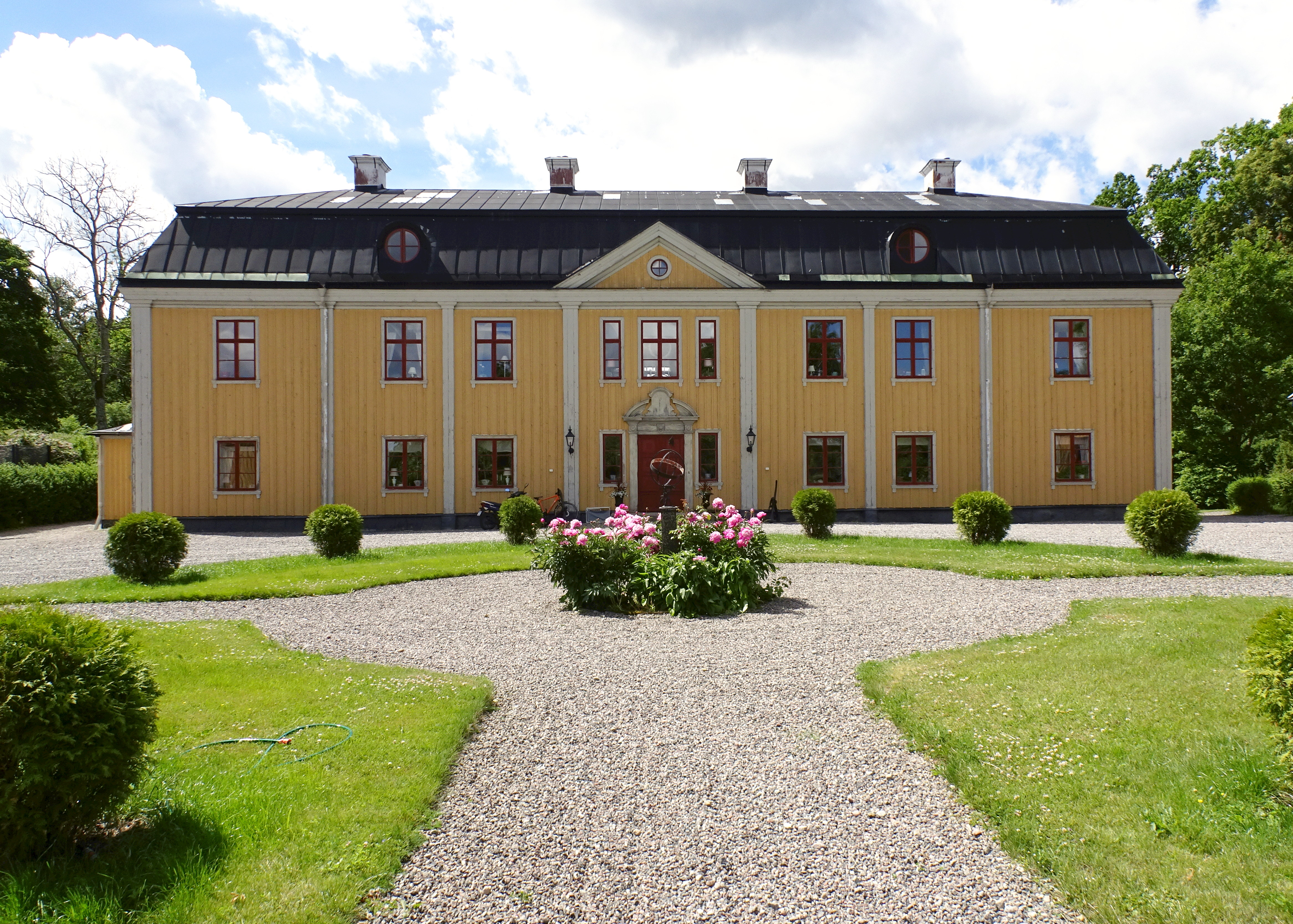
Tvetabergs säteri
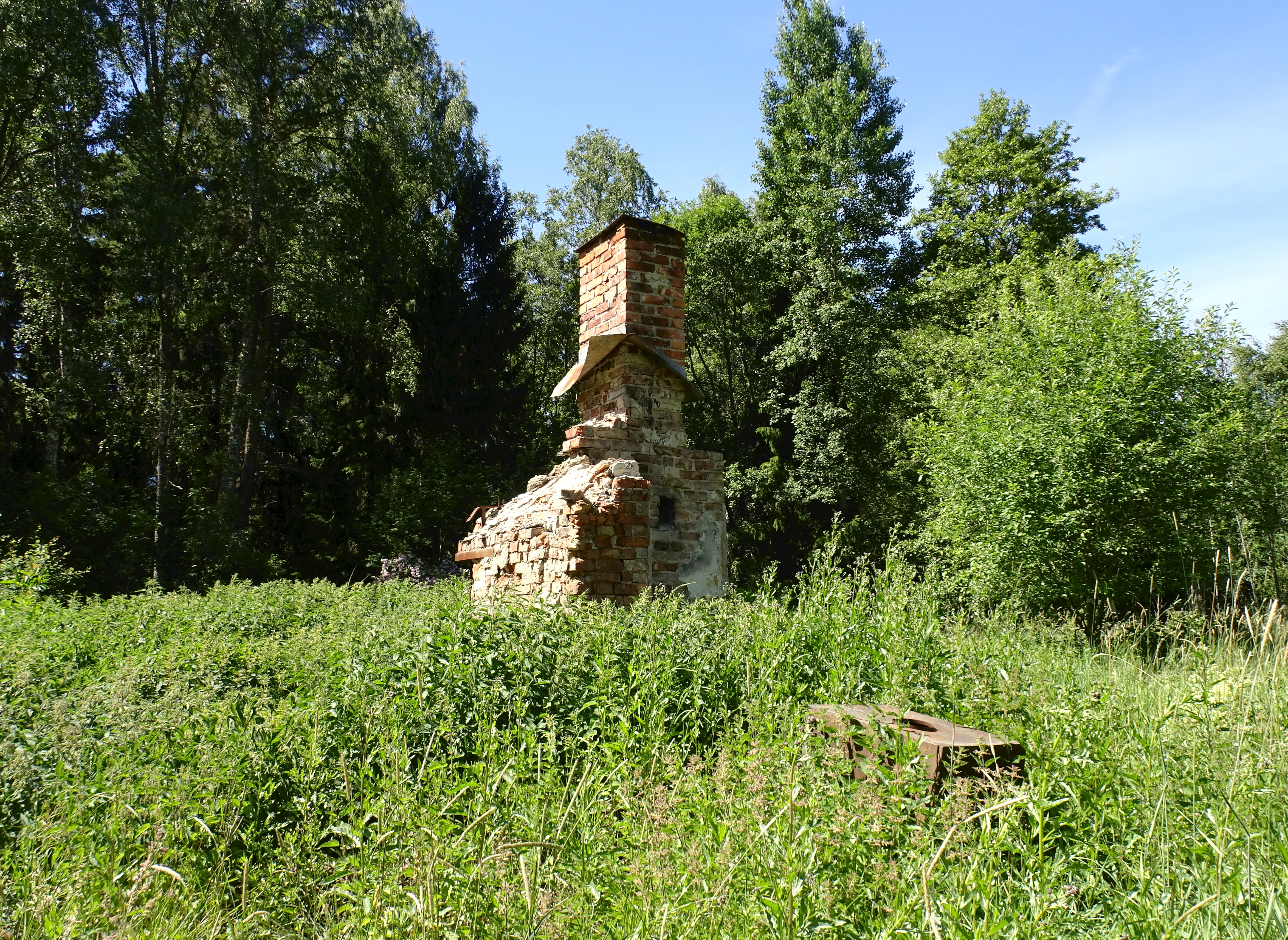
Torpet Kalaset
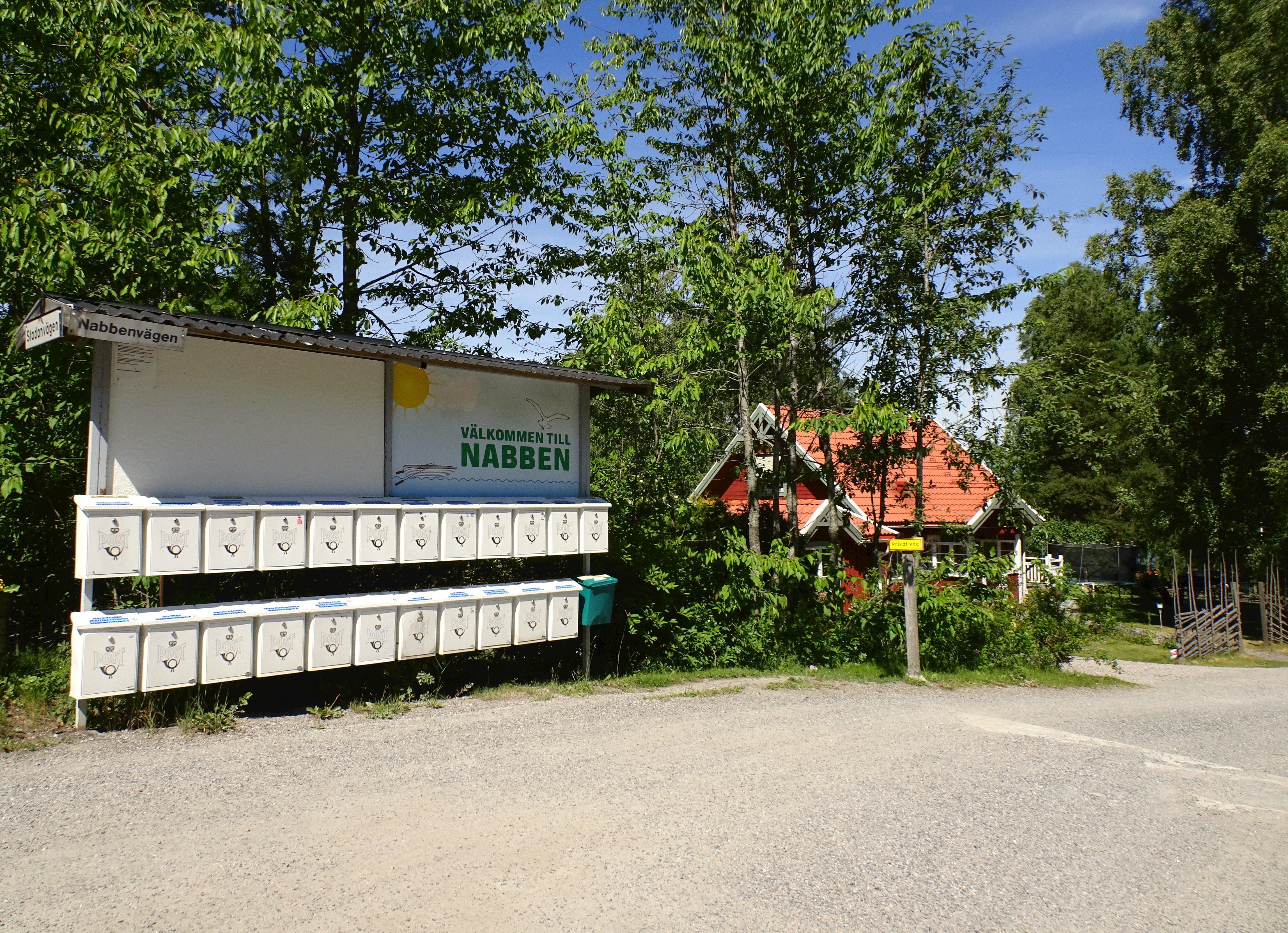
Sommarstugeområdet Nabben

## Bilder, naturen

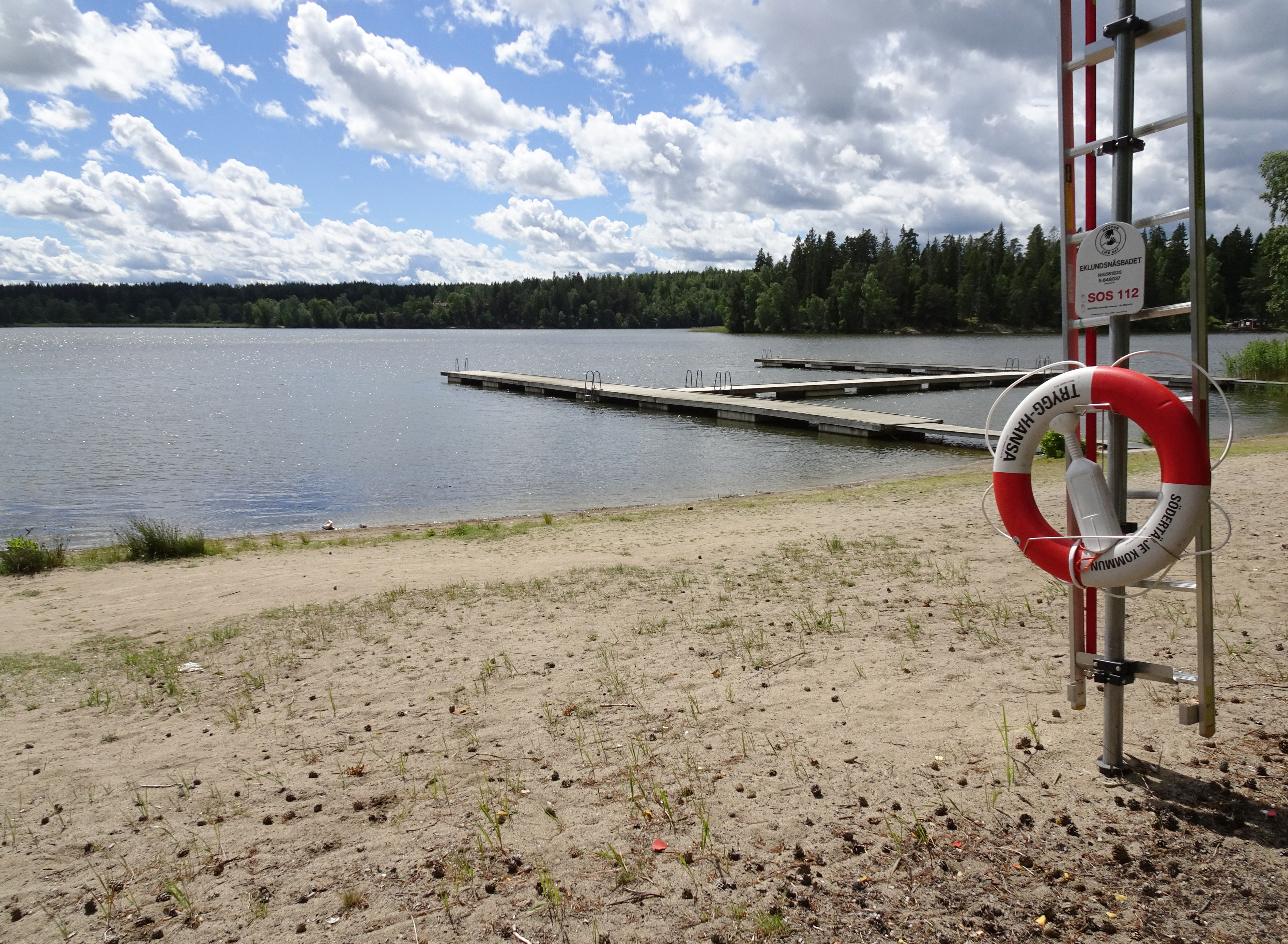
Eklundsnäsbadet
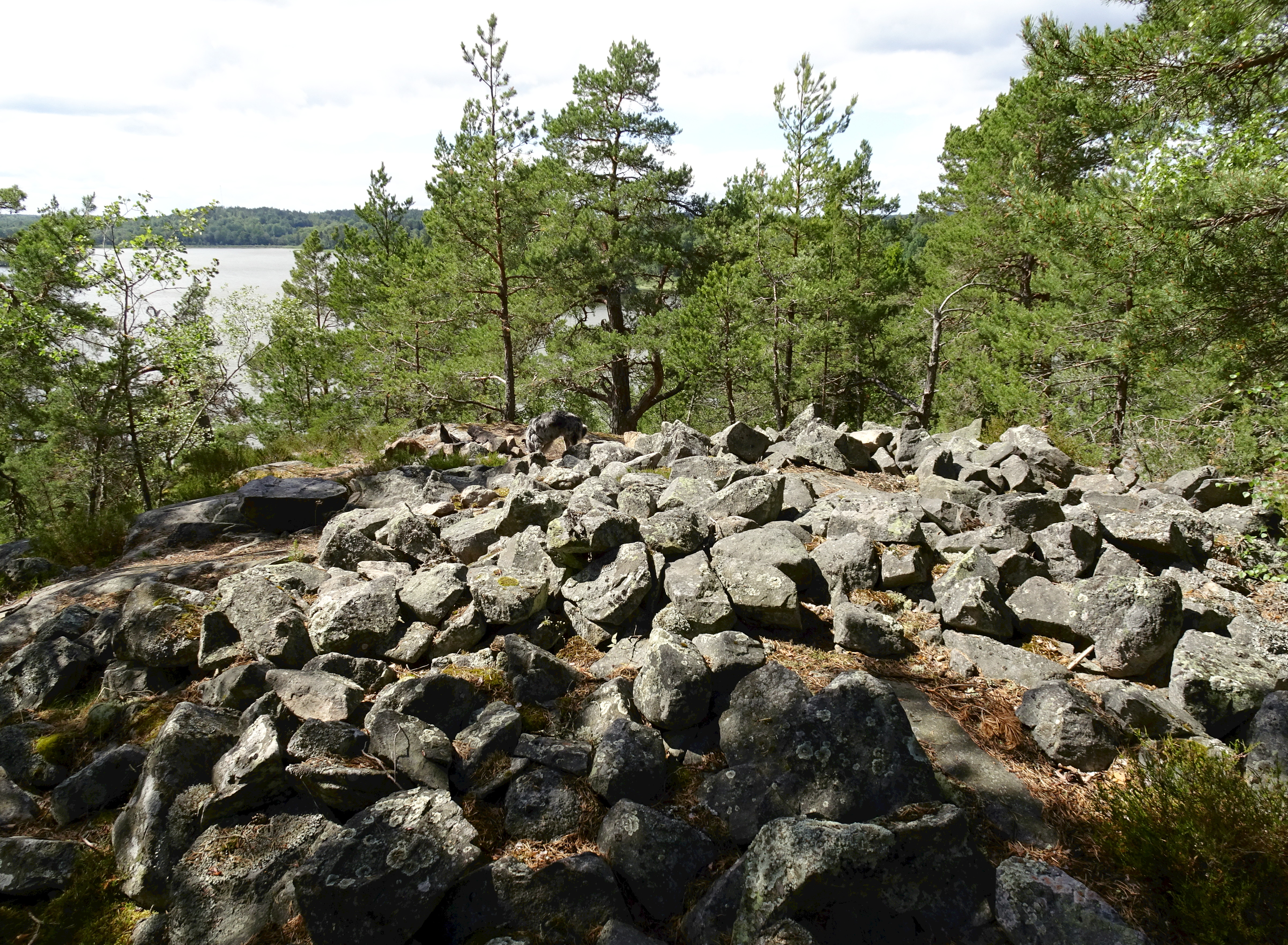
Stövelbergets fornborg
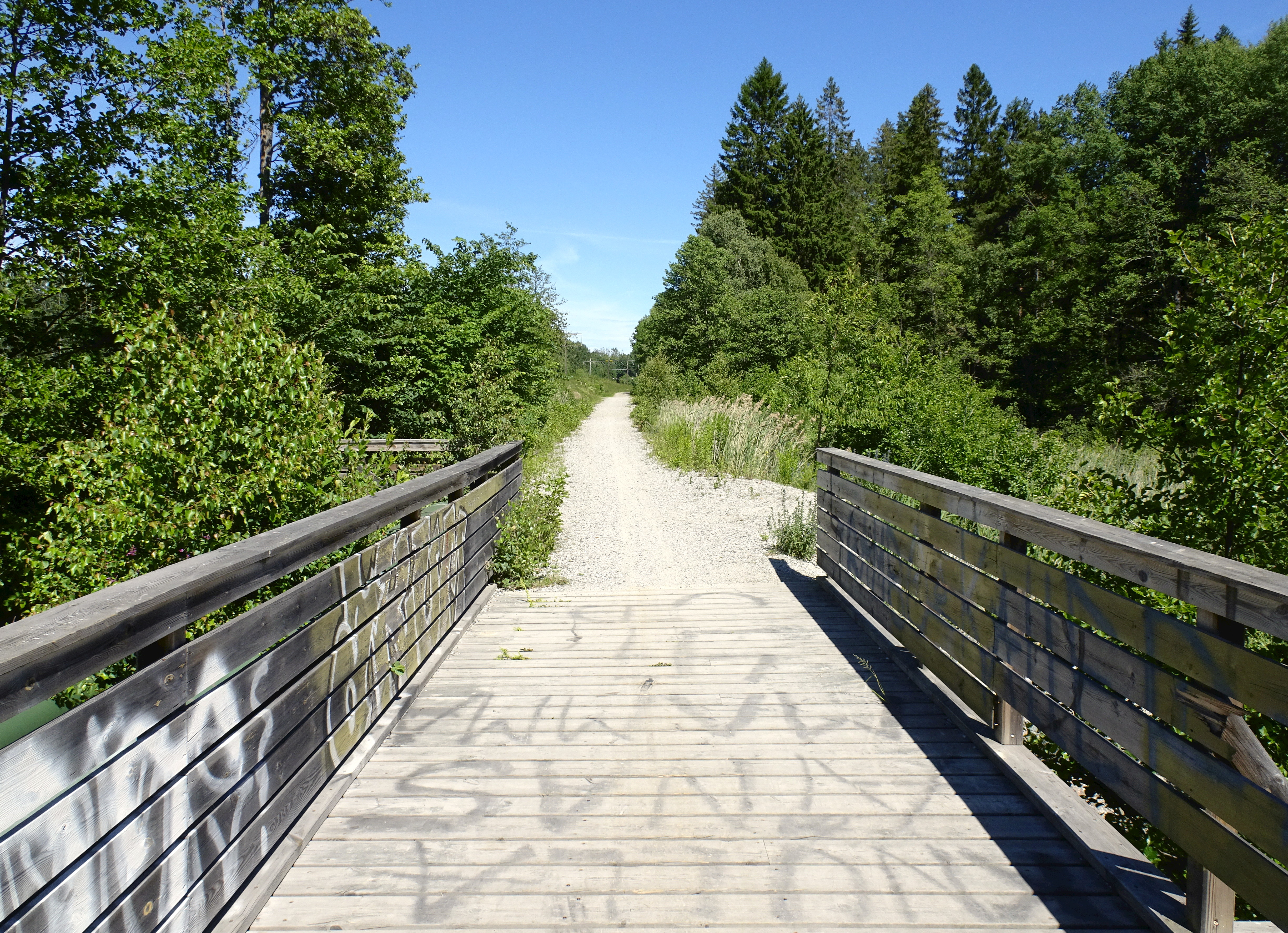
Norra Södermanlands Järnvägs gamla banvall
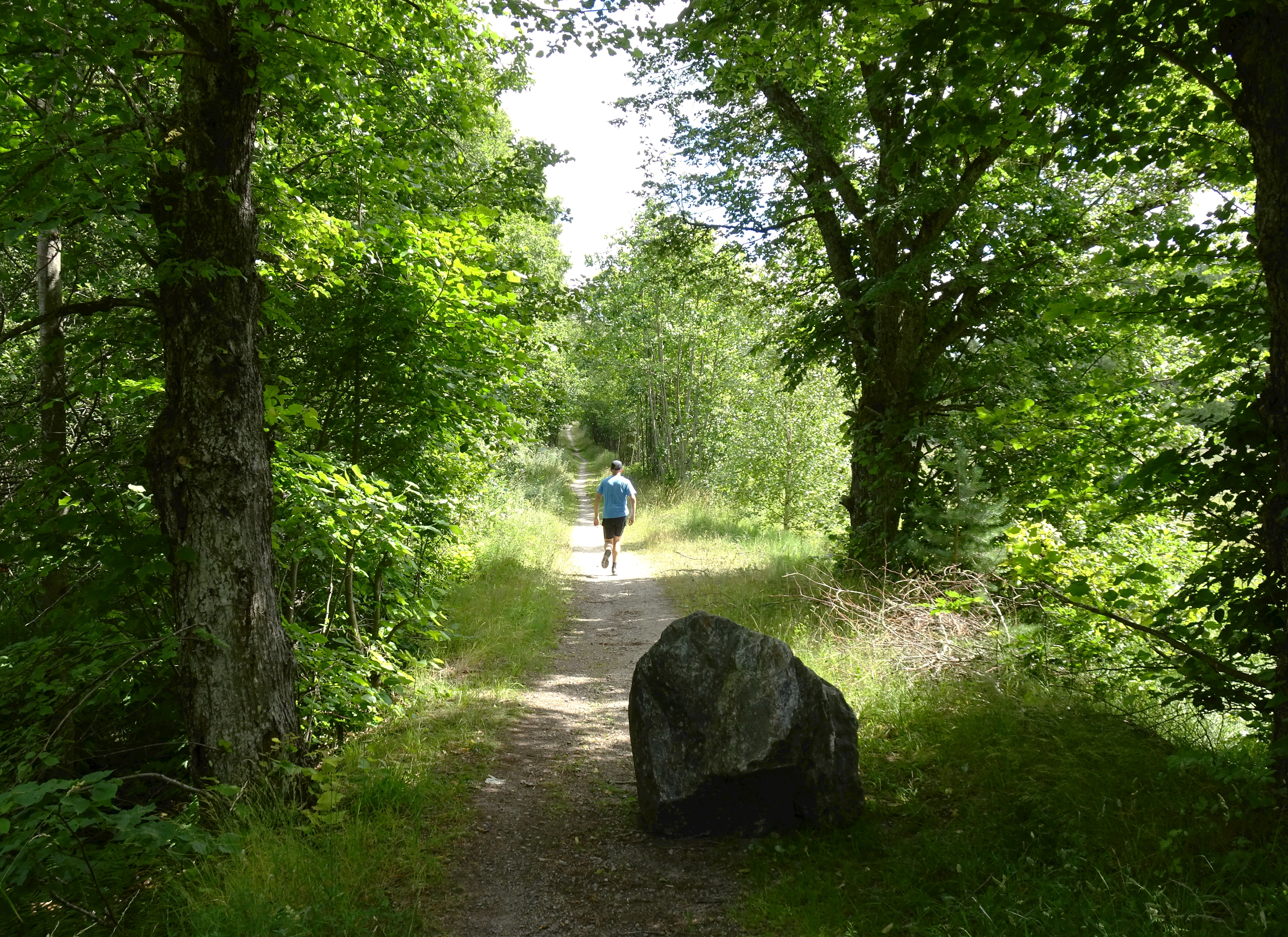
På Almnäs gårds gamla allé
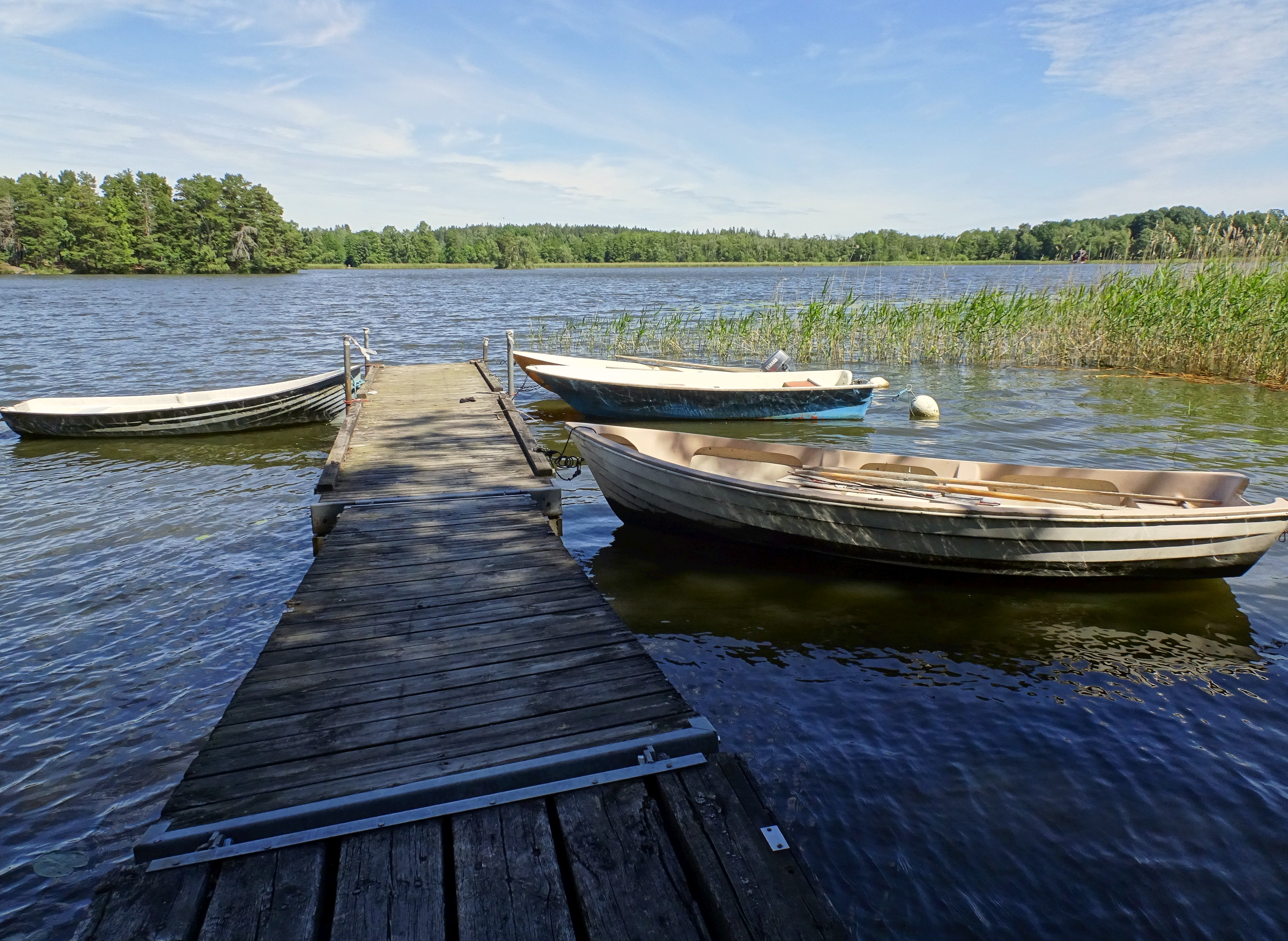
Måsnaren från Nabbaudd

## Andra sjönära vandringar i Stockholms län
- Aspens naturstig
- Bornsjöns natur- och kulturstig
- Brunnsviken runt på Hälsans stig
- Djurgårdsbrunnsviken runt på Hälsans stig
- Elfviksleden
- Flaten runt
- Gömmarrundan
- Källtorpssjön runt
- Mälarpromenaden